# علی سردار افخمی
علی سردار افخمی (زاده ۱ آذر ۱۳۰۸ در تهران – درگذشته ۱۸ آذر ۱۳۹۹ در پاریس) معمار پیشرو ایرانی بود. از آثار مهم او، تئاتر شهر و ساختمان جدید مجلس شورای اسلامی بودند که در سال ۱۳۵۵ طراحی و پس از انقلاب اسلامی ایران در سال‌های ۱۳۷۶–۱۳۸۰ اجرا شد.
طراحی ساختمان جدید مجلس را در سال ۱۳۵۵ و آرامگاه صادق هدایت، نویسنده ایرانی در گورستان پرلاشز در پاریس، از آثار وی بود.

## زندگی
علی سردار افخمی در سال ۱۳۰۸ در تهران به دنیا آمد. در سال ۱۳۲۳، زمانی که شاگرد دوره متوسطه بود، برای ادامه تحصیلات راهی فرانسه شد و پس از ورود به رشته معماری در مدرسه هنرهای زیبای پاریس، یعنی «بوزار» شاگرد اول شد. سردار افخمی پس از اخذ مدرک دکتری معماری از دانشکده هنرهای زیبای پاریس در سال ۱۳۴۲ به ایران بازگشت و در دانشگاه تهران به تدریس مشغول شد تا اینکه به دلیل اختلاف با هوشنگ سیحون (ریاست وقت دانشکده معماری) کار تدریس را رها کرد و منحصراً به کار معماری در دفتر خود در تهران «شرکت مهندسان مشاور سردارافخمی» پرداخت.
سردار افخمی کمی قبل از وقوع انقلاب ۵۷، به دلیل مسائل خانوادگی ایران را مجدداً به مقصد فرانسه ترک نمود ولی پس از خروج از ایران همانند بسیاری از معماران قبل از انقلاب به دلیل جنگ ایران و عراق و تحریم اقتصادی غرب علیه حکومت جدید به ایران بازنگشت و درخواست وزارت مسکن و شهرسازی در دهه هفتاد برای اجرای ساختمان جدید مجلس که توسط خود وی در پیش از انقلاب طراحی شده بود را نیز رد کرد. به گفته خودش: «از من خواستند که برای اجرای این ساختمان به تهران بیایم؛ چون طرحش را من داده بودم. ولی من با آن شرایط قبول نکردم؛ چون خودم در فرانسه زندگی و کار داشتم، می‌ترسیدم بروم ایران و نتوانم هر موقع که خواستم برگردم». وی تا زمان فوت، ساکن پاریس بود.

## درگذشت
او در ۱۸ آذر ۱۳۹۹ به دلیل کهولت سن در ۹۱ سالگی در پاریس درگذشت.

## آثار معماری
- تئاتر شهر (کارفرما: دفتر مخصوص شهبانو فرح پهلوی)
- ساختمان جدید مجلس شورای ملی (در سال ۱۳۵۵ طراحی و در سال‌های ۱۳۷۶–۱۳۸۰ اجرا شد)[۶]
- طراحی آرامگاه صادق هدایت در گورستان پرلاشز پاریس[۶]
- خانه کودکان بی‌سرپرست تهران
- ساختمان شیروانی پارک نیاوران
- هتل ماریوت
- هتل اسنوبِرد ایروان
- ساختمان تالارها دانشگاه صنعتی اصفهان